# زبان تاکوئو
زبان تاکوئو زبانی از خانوادهٔ زبان‌های پلی‌نزیایی است که در آب‌سنگ حلقوی تاکوئو در نزدیکی جزیره بوگنویل گویشورانی دارد. 